# Тихомиров, Дмитрий Иванович (писатель)
Дмитрий Иванович Тихомиров (1855—1917) — российский деятель просвещения. Действительный статский советник (с 01.01.1899).

## Биография
Родился в 1855 года, и, вероятно, происходил из духовного сословия Новгородской губернии. В 1877 году с отличием (2-м по списку) окончил Новгородскую духовную семинарию, а в 1881 году — Санкт-Петербургскую духовную академию (XXXVIII курс). Был преподавателем Могилёвской духовной семинарии; в 1888 году защитил магистерскую диссертацию.
Состоял директором народных училищ Витебской губернии (до 1900[уточнить]); много его статей на тему образования было напечатано в «Церковно-общественном вестнике» и в «Виленском вестнике».
Был членом учебного комитета при Святейшем синоде, проводил ревизии духовно-учебных заведений.
Умер 24 августа (6 сентября) 1917 года. Похоронен на кладбище Александро-Невской лавры.

## Сочинения
- Св. Григорий Нисский, как моралист: магистерская диссертация. — Могилев-на-Днепре: Скоропечатня и лит. Ш. Фридланда, 1886. — 384 с.
- Могилевские епископы. — Могилев-на-Днепре, 1887.
- Задачи христианской этологии и значение св. Григория Нисского в истории христианского правосознания // Христианское чтение. 1888, № 11-12. — С. 682—693.
- Методика начальной арифметики. — Могилев-на-Днепре, 1890.
- Основы дидактики. — СПб.: Тип. И. Н. Скороходова, 1895. — 45 с. 
  - 2-е изд. — СПб., 1900.
- Об основах и организации средней школы. — СПб., 1900.
- Педагогические заметки. Из наблюдений по духовно-учебным заведениям. — СПб.: Синодальная тип., 1911. — 120 с.

## Награды
- орден Св. Станислава 2-й ст. (1893)
- орден Св. Анны 2-й ст. (1896)
- орден Св. Владимира 3-й ст. (1905)
- орден Св. Станислава 1-й ст. (1907)
- орден Св. Анны 1-й ст. (1912)